# 恒香县
恒香县，中国唐朝古县名。
唐太宗贞观二年（628年）分常芳县置恒香县，治所在今甘肃省迭部县阿夏乡那盖村。属芳州。唐中宗神龙元年（705年）废恒香县，合并入常芳县。 